# Margaret Heckler
Margaret Mary Heckler (de soltera O'Shaughnessy; Nueva York; 21 de junio de 1931-Condado de Arlington, Virginia; 6 de agosto de 2018) fue una política estadounidense que se desempeñó como secretaria de Salud y Servicios Humanos entre 1983 y 1985. Miembro del Partido Republicano, representó al 10.º distrito congresional de Massachusetts en la Cámara de Representantes de los Estados Unidos entre 1967 y 1983.
En el Congreso, fue generalmente considerada como una " republicana de Rockefeller" que apoyó las políticas moderadas a liberales favorecidas por los votantes en su estado. Votó a favor de la Ley de Derechos Civiles de 1968 . En Massachusetts, se destacó por construir una red especialmente efectiva de servicios a los electores que le permitió superar varias candidaturas a la reelección en un estado abrumadoramente demócrata.

## Biografía

### Secretaria de Salud y Servicios Humanos
Después de su derrota en la Cámara, rechazó varios trabajos gubernamentales, incluso como administradora asistente de la NASA, antes de que Reagan la nominara para reemplazar al secretario de Salud y Servicios Humanos, Richard Schweiker, que se jubilaba en enero de 1983. Fue confirmada el 3 de marzo con una votación de 82 a 3 en el Senado. Los tres disidentes eran republicanos conservadores.
Aseguró repetidamente al público estadounidense que el suministro de sangre de la nación era "100 % seguro... tanto para el hemofílico que requiere grandes transfusiones como para el ciudadano promedio que podría necesitarla para una cirugía".

### Embajadora en Irlanda
Como embajadora, desempeñó un papel crucial en la obtención de una subvención de USD 120 millones para el Fondo Internacional para Irlanda, una organización de desarrollo económico. Era una invitada frecuente en los programas de televisión irlandeses y era "desde todos los puntos de vista una portavoz eficaz de las políticas de su gobierno en todo, desde América Central hasta el comercio internacional". En febrero de 1989, anunció su intención de renunciar para seguir una carrera privada, y su mandato concluyó en agosto de 1989.
El 31 de mayo de 1987, se convirtió en la primera mujer en pronunciar el discurso de graduación en la historia de la Universidad de Scranton. Los artículos de Heckler se encuentran en la Biblioteca Burns del Boston College.

### Fallecimiento
Murió en el Virginia Hospital Center en Arlington, Virginia, el 6 de agosto de 2018, a la edad de 87 años.